# Cá vược miệng rộng

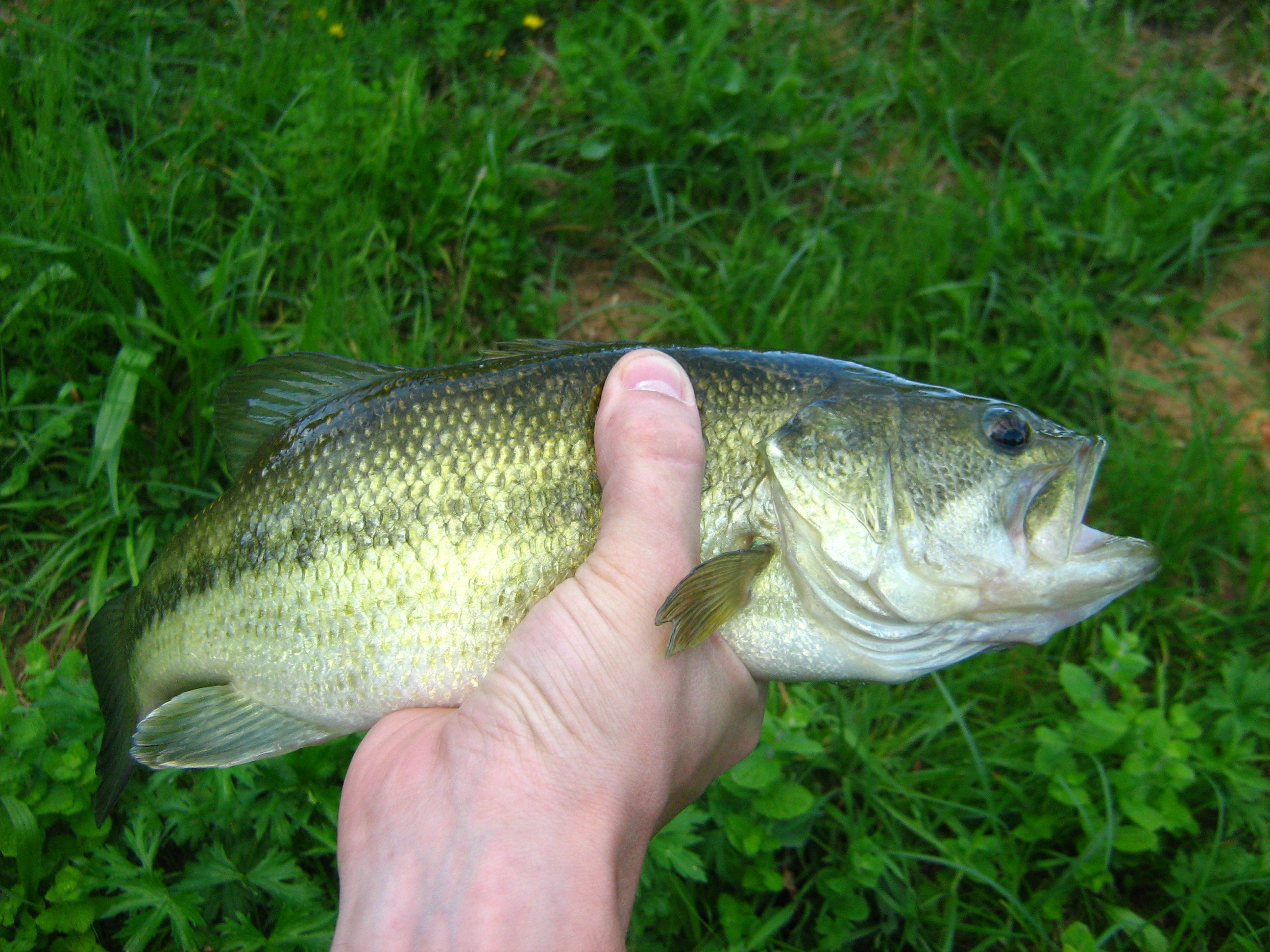
Một con cá vược miệng rộng

Cá vược miệng rộng hay còn gọi là cá vược Mỹ miệng rộng, hay cá vược Mỹ (Danh pháp khoa học: Micropterus salmoides) là một loài cá thuộc họ cá Thái dương (Centrarchidae) bắt nguồn từ Bắc Mỹ. Đây là một trong những loài xâm lấn với đặc trưng là loài ăn tạp, phàm ăn.

## Đặc điểm
Cá vược Mỹ có đặc trưng là chúng có miệng rộng, kéo dài lên gần mắt, có những đốm đen kéo dài đến tận vây đuôi, nhưng không có chấm đen ở cuống vi đuôi, vi lưng có sự phân chia không rõ rệt. Chúng có chiều dài từ 97 cm và 10,1 kg, con sống lâu nhất là 23 năm tuổi, thời gian mà quần đàn cá Vược Mỹ là 4,5–14 năm.
Khi con cá vược miệng rộng bật khỏi mặt nước, con cá vược cũng cong người thành hình chữ C và đẩy nó khỏi nước theo hướng thẳng đứng nhưng không thể kiểm soát hướng bật. Cá vược rất kém trong việc nhảy lên đất liền, chúng hiếm khi bò trên mặt đất, thông thường, cá vược chỉ nhảy lên mặt đất khi chúng bị trôi dạt vào bờ, bị các loài ăn thịt săn đuổi hoặc khi nhảy lên bắt côn trùng và vô tình rơi xuống đất.
Đây là loài cá ăn thịt và cá vược miệng rộng cũng là loài ăn tạp điển hình, thức ăn chính của chúng gồm cá, tôm, lưỡng cư và côn trùng nhưng nó có thể ăn tất cả mọi thứ bao gồm các loài cá vược khác, chim nước, ếch và ngay cả con của nó. Đây là một loài ăn thịt, phàm ăn, săn mồi một mình và ăn cả ngày lẫn đêm. Chúng dễ sinh sản, thức ăn lại dồi dào vì thế số lượng của chúng tăng rất nhanh và khó kiểm soát.

## Câu cá
Ở Bắc Mỹ, kỷ lục cá vượt miệng rộng được xem là "chén thánh" của kỷ lục câu cá nước ngọt do cá vược miệng rộng là một trong những loài cá bị săn tìm gắt gao nhất, và ngành câu cá vượt có giá trị hàng tỷ đô la, kỷ lục thế giới về cá vượt miệng rộng là một trong những kỷ lục lâu đời nhất và được tôn trọng nhất trên thế giới, đã đứng vững trong 77 năm. Và trong khi kỷ lục thần thánh này chưa bị sụp đổ, nó cũng bị san bằng. Manabu Kurita ở Aichi, Nhật Bản bắt được một con nặng 10 kg vào ngày 02/07/2009 ở hồ Biwa gần Kyoto, ngang bằng kỷ lục được lập bởi George Perry ở Jacksonville, Georgia ngày 02/06/1932. Có rất nhiều tranh cãi và bất đồng quanh kỷ lục này, nhưng cuối cùng đã được công nhận ngang bằng.

## Dịch bệnh
Cá vược miệng rộng có thể mắc một loại Virus gây bệnh trên cá vược miệng rộng được tìm thấy trên cá lóc (Northen Snakehead) ở Virginia. Đây được gọi là virus cá vược miệng rộng (largemouth bass virus). Virus đã được tìm thấy ở cá vược, cá thái dương, và các loài cá khác, nhưng cá vược miệng rộng là loài duy nhất phát triển thành bệnh từ nó. Căn bệnh này làm cho một số cá vược miệng rộng không thể lặn xuống và chỉ khiến chúng nổi trên mặt nước. Cá chết quy mô lớn đã xảy ra ở một số quần thể cá vược miệng rộng bị nhiễm bệnh.
Những yếu tố chủ quan cũng góp phần cho việc nhiễm bệnh của cá vược miệng rộng. Thực tế, nguồn gốc của virus cá vược miệng rộng không chắc chắn. Báo cáo đầu tiên của nó ở Mỹ là vào năm 1991 ở Florida. Theo đó, nó đã được phát hiện ở phía đông, phía nam, và miền Trung Tây Mỹ năm 2001, hầu hết các vùng nước Virginia được kiểm tra không có hoặc rất thấp tỷ lệ lây nhiễm, nhưng vào tháng 8 năm 2011, virus đã được tìm thấy trong tất cả mười sáu nhánh của các con sông trên toàn tiểu bang và sông chính Virus cá vược miệng rộng là một Ranavirus, một nhóm vi khuẩn được biết là gây ra các bệnh gây tử vong ở động vật lưỡng cư và có liên quan đến sự suy giảm mật độ đáng kể.

## Xâm lấn
Do thịt ngon và hấp dẫn về mặt thể thao, cá vược miệng rộng được du nhập rộng rãi khắp thế giới. Do đó số lượng cá này sẽ tăng rất nhanh theo thời gian. Vì chúng có sức xâm lấn rất mạnh về cả thức ăn và môi trường sống cho nên các loài cá bản địa có thể sẽ giảm đi do không cạnh tranh lại với loài cá này về thức ăn và môi trường sống, làm cho môi trường sinh thái bị thay đổi. Tại Mỹ, một phân tích di truyền cho thấy rằng trữ lượng cá vược Florida trong các hồ chứa ở Texas tác động đến quần thể cá vược sống ở bên ngoài, xa vị trí của hồ chứa trên thực tế. Cá vược miệng rộng bản địa được nuôi thả lâu dài và gần như liên tục trong lịch sử ở Texas. Tuy nhiên, cá vược Florida được coi là một loài cá có thể phát triển đến một kích thước lớn hơn. Do đó, các nỗ lực nuôi thả trong các hồ chứa ở Texas đã chuyển từ cá vược miệng rộng sang cá vược Florida.
Người ta đã phân tích thành phần di truyền của 69 con cá vược miệng rộng trên các dòng suối ở trung tâm Texas không được nuôi thả. Những kết quả này được đem so sánh với DNA của 27 con cá vược miệng rộng và các mẫu cá vược Florida cho thấy sự hiện diện của DNA cá vược Florida trong cá vược ở tất cả các vị trí lấy mẫu, bao gồm cả các vị trí xa hơn 50 dặm ngược dòng từ vị trí nuôi thả được ghi chép lại gần đây nhất. Điều này cho thấy rằng ảnh hưởng của cá nuôi thả đã vượt xa các hồ chứa được quản lý. Mặc dù nuôi thả những con cá vược Florida phi bản địa trong các hồ chứa có thể làm tăng cơ hội đánh bắt cá, thì cũng có khả năng làm thay đổi hệ thống dòng chảy kết nối trực tiếp với hồ chứa.
Loài cá vược Mỹ miệng rộng đã được Trung Quốc nhập nuôi và Bộ Thủy sản Việt Nam cũng đã cho nhập nuôi ở Việt Nam với hy vọng trở thành cá nuôi. Tuy nhiên sau một thời gian nuôi thử nghiệm thì có dấu hiệu loài cá này cạnh tranh thức ăn và nơi ở với các loài cá bản địa. Có khuyến cáo không nên tuyên truyền mở rộng thả nuôi loài cá này vì lượng cá bị thoát ra ngoài tự nhiên, không còn trong khu vực thả nuôi của con người. Tuy nhiên người dân Đồng bằng sông Cửu Long vẫn tiếp tục nhập giống từ bên Trung Quốc về. Do lợi ích kinh tế mà vài năm về trước, nhiều gia đình cũng đã ồ ạt nhập giống loài cá này về để thả nuôi. Hiệu quả kinh tế trông thấy, người dân nơi đây mỗi ngày bán ra thị trường khoảng hàng trăm kg loại cá. Tuy nhiên, những dấu hiệu đe dọa đến môi trường sinh thái nước nơi đây bắt đầu xuất hiện.